# Sant Gal
Sant Gal (Irlanda, ca. 550 - Arbon, Suïssa, ca. 645) va ser un monjo, missioner a terres germàniques, a la vora del llac de Constança.

## Vida
Sant Gal ingressà i es va formar al monestir irlandès de Bangor, regit per l'abat Sant Comgall. Cap al 590 va ser un els dotze companys que, amb sant Columbà, van marxar cap al continent europeu a fer missions.
Van anar a Anglaterra i la Gàl·lia, on van fundar el monestir de Luxeuil. Quan Columbà va haver de deixar l'Austràsia, perquè n'havia acusat la reina, Brunequilda de tenir fills il·legítims, els seus deixebles, Sant Gal entre ells, van seguir-lo més enllà del Jura.
Van ésser predicant a Metz i, seguint el Rin arribaren a Zúric i Tuggen i s'establiren a la regió de Brigantium (l'actual Bregenz) vora el Lacus Brigantinus (avui Llac de Constança o Bodensee). A Bregenz hi havia una comunitat cristiana que havia tornat a caure al paganisme. També a Arbor Felix (l'actual Arbon) n'hi havia una altra i hi fundaren un eremitori.
Pocs anys després, Columbà va partir cap a Itàlia amb onze dels companys; Gal es quedà, malalt, i trencant el jurament d'obediència que havia fet. Per això, Columbà li havia prohibit que digués missa i prediqués: mentre va viure el seu mestre, Gal va respectar aquesta prohibició. Una nit va veure en somnis que Columbà es transformava en colom i volava al cel: Gal va entendre que havia mort i va dir una missa en sufragi de la seva ànima. Poc després, arribà un monjo des de Bobbio per anunciar-li la mort de Columbà i que aquest l'havia perdonat abans de morir: com a mostra de perdó li enviava el seu bàcul pastoral i el nomenament com 
a prior de la comunitat.
El 612, Gal va deixar Arbon i amb el seu company Hiltibod va seguir el curs del riu Steinach, que mor al llac de Constança, arribant a les cascades del Mühleggschlucht.
Sant Gal va construir una ermita dedicada a la Mare de Déu i els sants Desideri i Maurici, on va viure com a ermità. Li seguiren altres eremites i, des d'allí, predicava i combatia el paganisme de la zona.
El 612 el duc germànic Gunz va convocar una reunió de caps de tribu i de clergues per tal de triar un bisbe per a Constança; volien que ho fos Gal, però ell no ho acceptà i va proposar un altre monjo, Joan, com a candidat. Gal el va formar durant tres anys i Joan va ser nomenat bisbe.
Gal es va retirar a l'ermita, on duia una vida ascètica. Va morir a Arbon un 16 d'octubre. La seva tomba va esdevenir un lloc de pelegrinatge que atreia fidels de tot el sud d'Alemanya i Suïssa.

## Llegendes

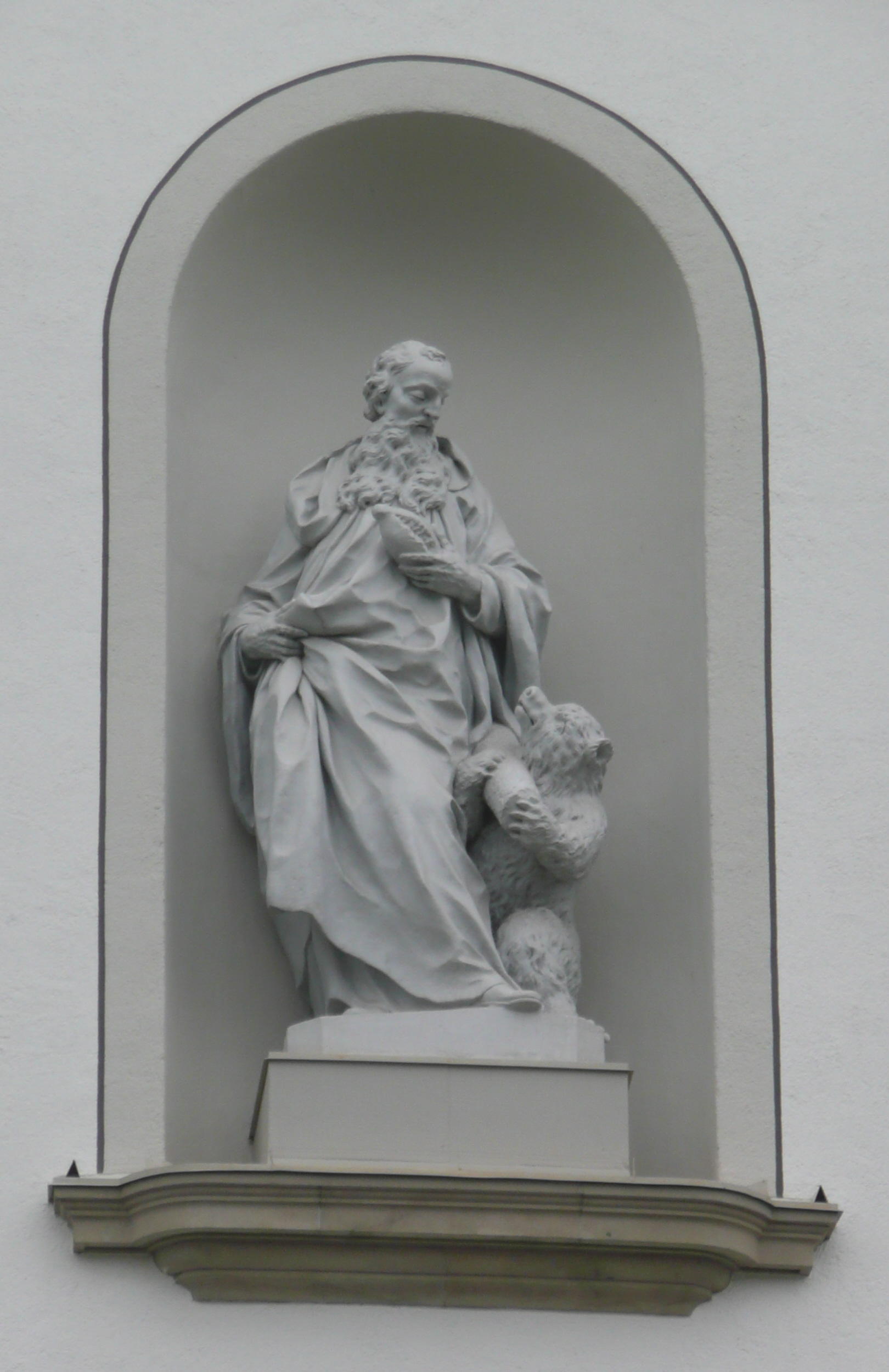
Escultura a la façana de la catedral de Sankt-Gallen, 1760
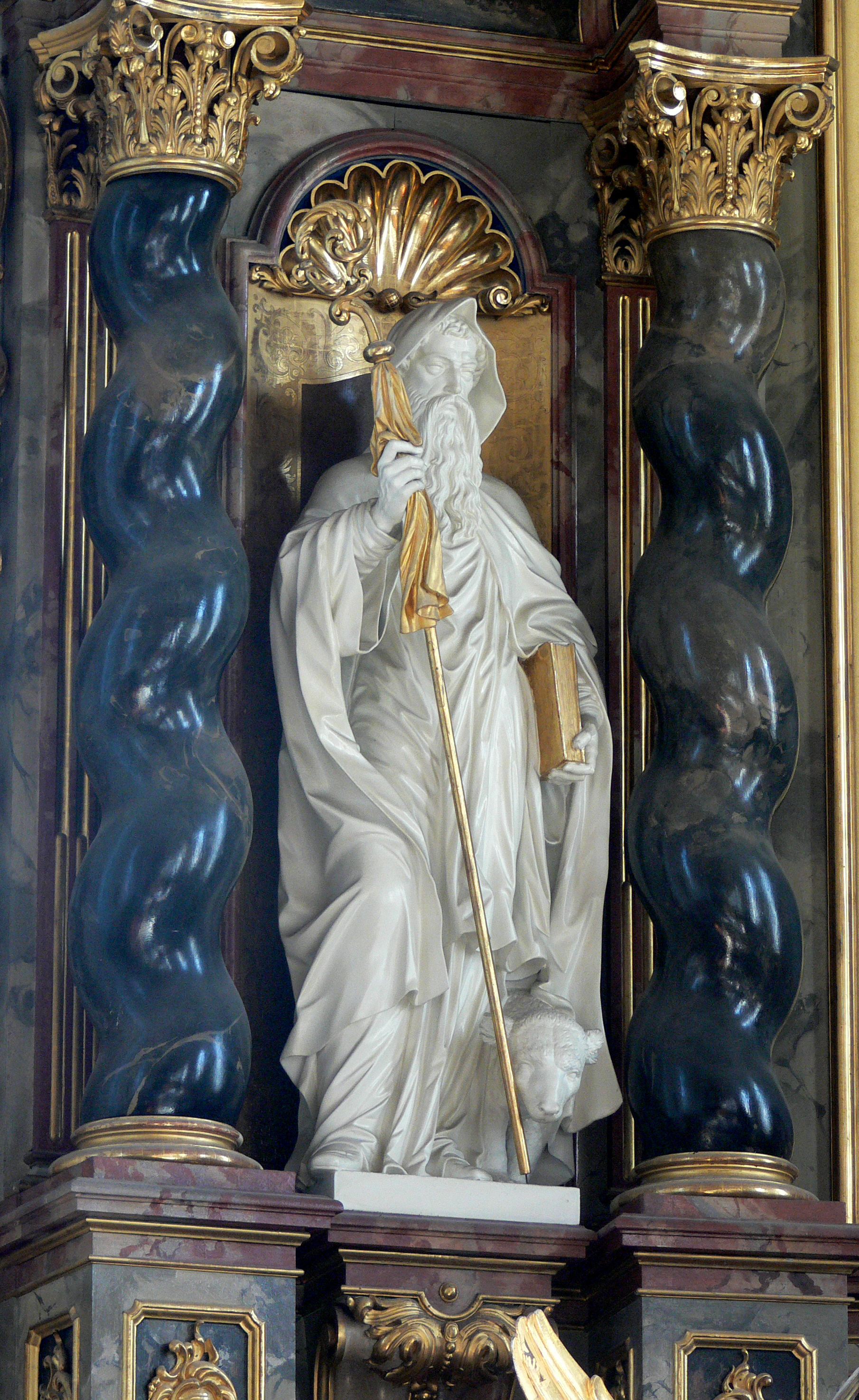
Altar major de Scheidegg, s. XVIII
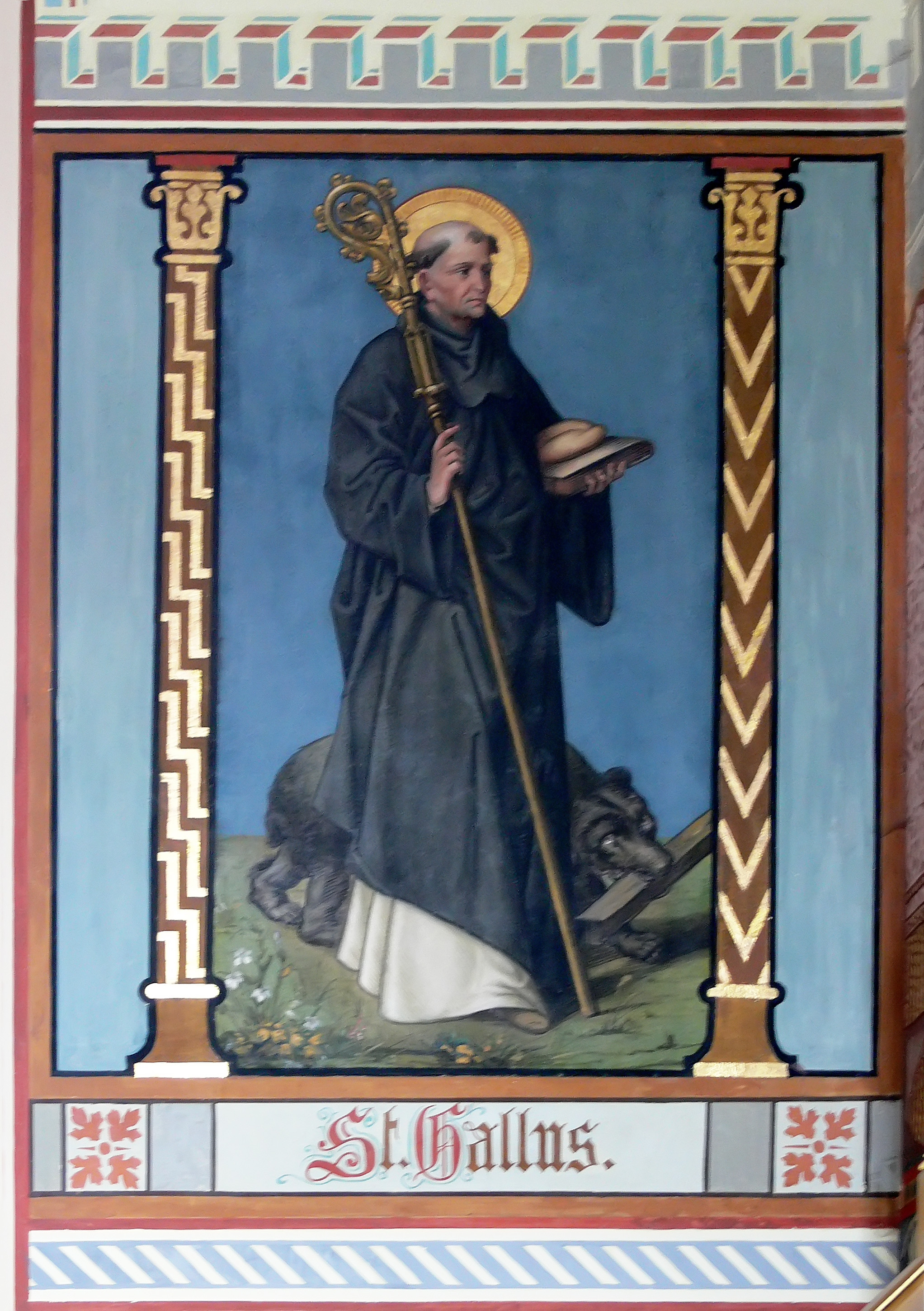
Pintura del s. XIX a Pfärrenbach

### Llegenda de l'ós
Quan Gal i Hiltibod van arribar a les cascades de Mühleggschlucht, van aturar-s'hi a descansar. Mentre Hiltibod dormia, un gran ós va apropar-s'hi. Gal, serè, va ordenar l'ós que, en nom del Senyor, prengués un tronc de fusta i el llencés al foc. L'ós obeí i llençà el tronc a la foguera. Gal li digué que marxés i no tornés a deixar-se veure. Hiltibod s'havia desvetllat i va poder veure l'escena; quan l'ós va marxar, digué a Gal: Ara sé que el Senyor és amb tu, fins i tot els animals del bosc obeeixen la teva paraula. La trobada amb l'ós s'interpretà com un senyal al sant que s'establís en aquell lloc on havia vençut les forces de la natura. L'ós és avui part de l'escut heràldic de la ciutat de Sankt-Gallen.

### Llegenda del monstre del Llac Ness
Quan Columbà i els seus deixebles eren a Escòcia, cap al 565, participaren en una cerimònia fúnebre vora el Loch Ness. El mort havia estat atacat per un monstre que venia del llac. Columbà va enviar un deixeble, potser Gal, al lloc de l'atac; el monstre va sorgir de les aigües i el sant digué: "No molestis més aquesta gent! Torna ara mateix al lloc d'on has vingut!", i feu el senyal de la creu. El monstre va obeir i no tornà, i els testimonis del fet es convertiren al cristianisme.

### Llegenda de Fridiburga
Gal va alliberar Fridiburga d'un dimoni que l'havia posseït. Fridiburga era la promesa de Sigebert II, rei dels francs. Com a senyal d'agraïment, li donà uns terrenys prop d'Arbon, on Gal pogué fundar-hi el seu monestir.

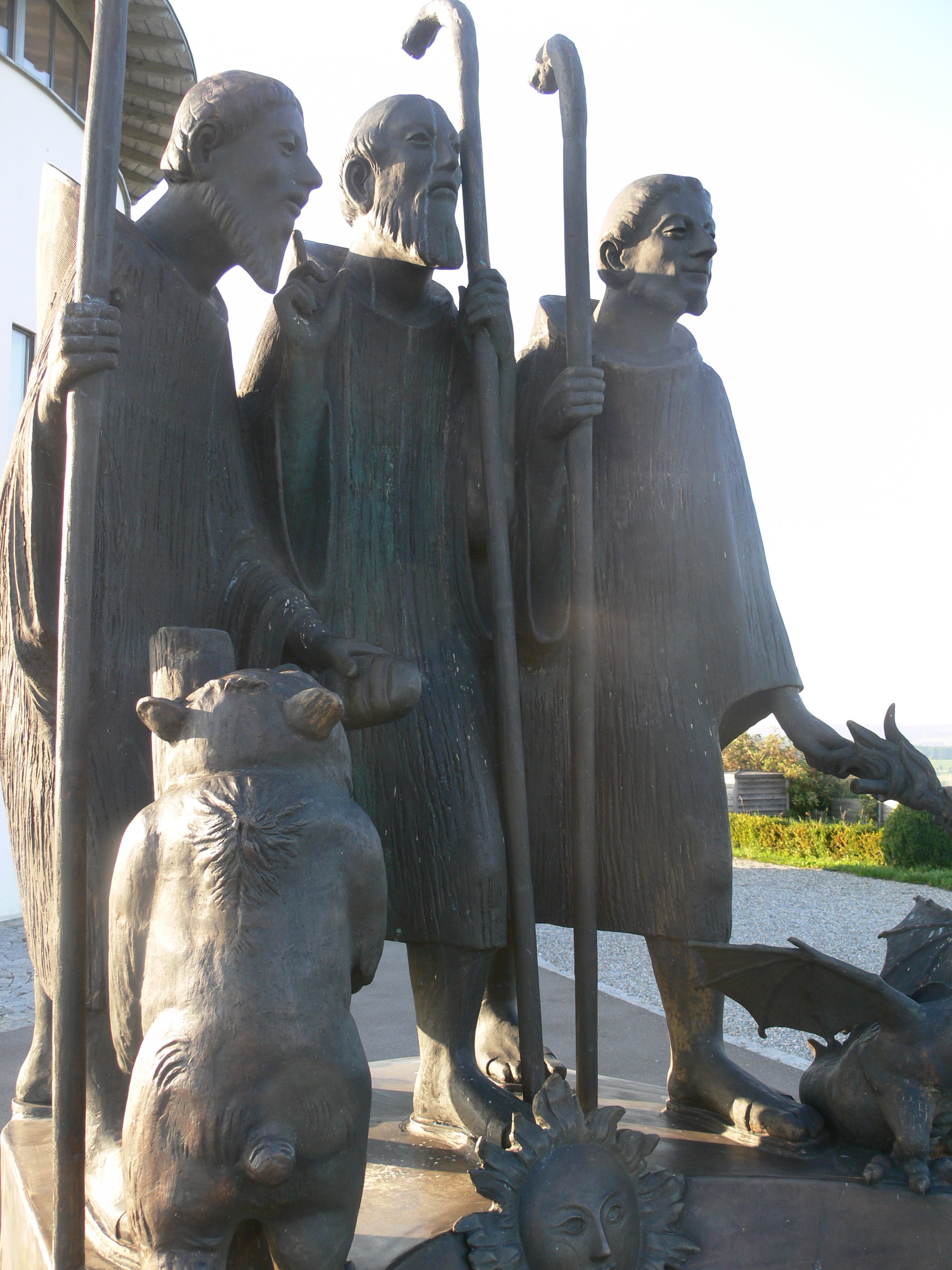
Escultura amb els sants Gal (en primer terme), Columbà i Magne, a la capella de l'autopista A96 a Leutkirch, per Bonifatius Stirnberg, s. XX
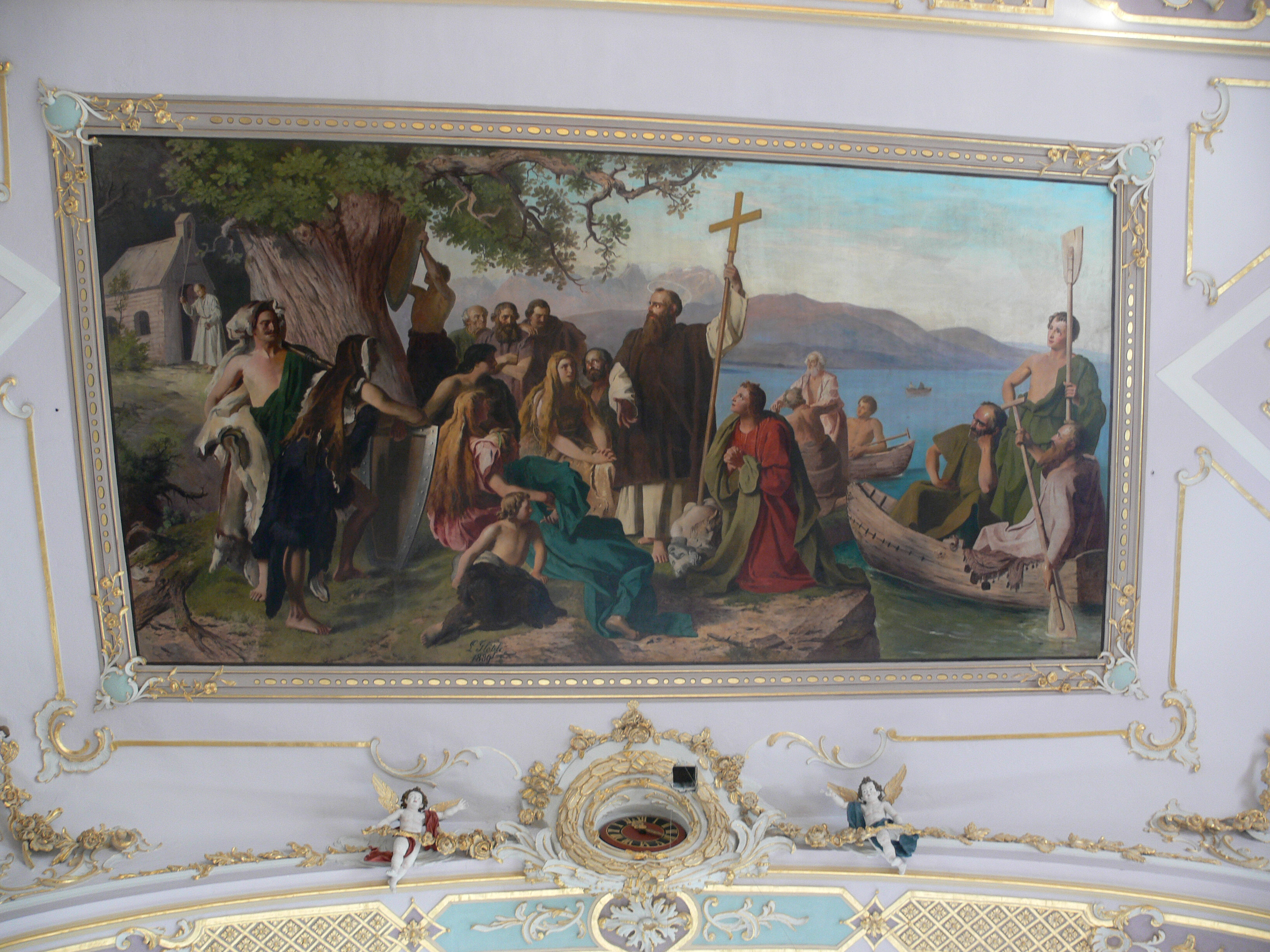
El sant predicant, pintura a la volta de la parròquia de Scheidegg
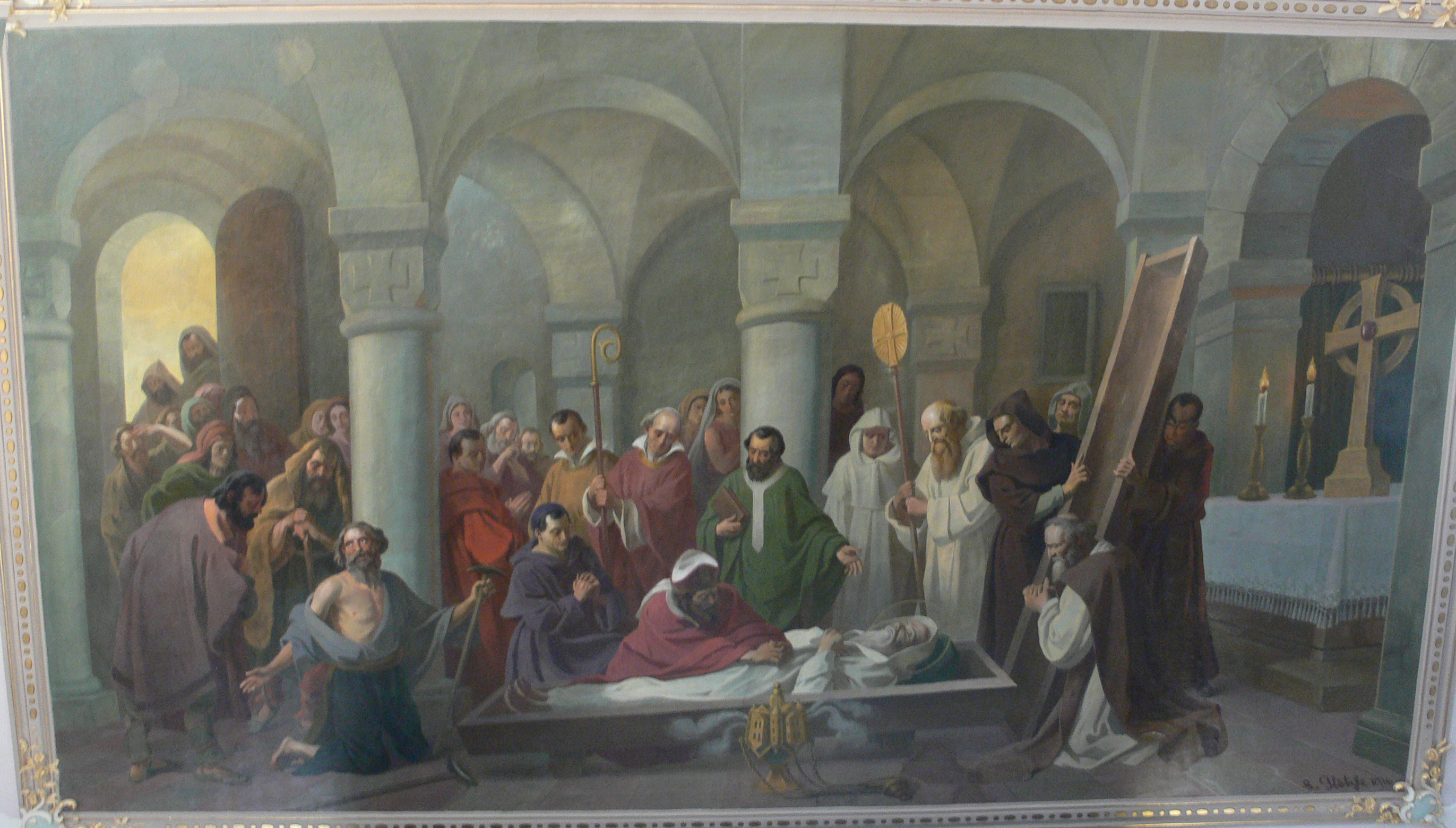
Mort de Sant Gal per Ludwig Glötzle, 1916 (Parròquia de Scheidegg)
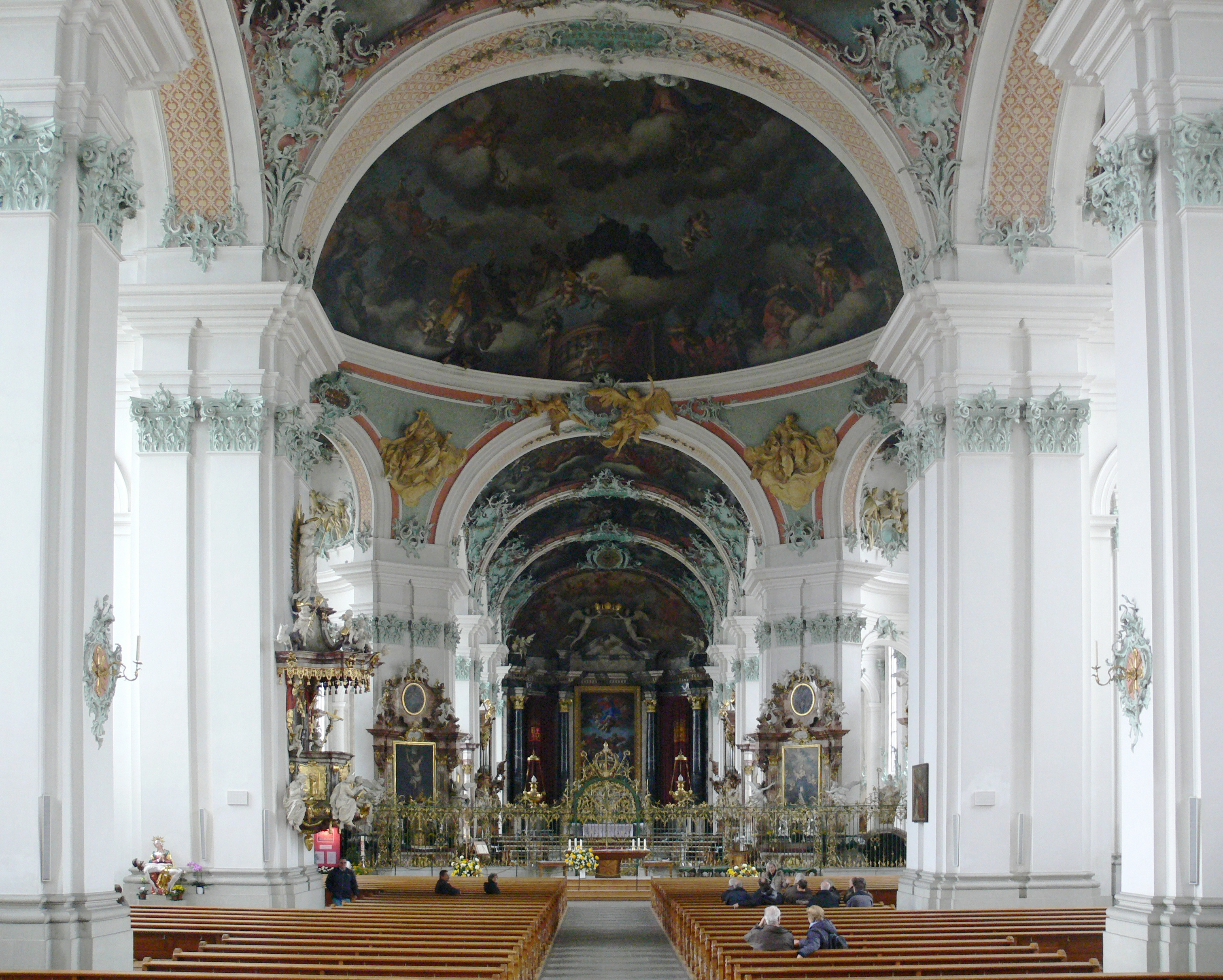
Altar major de la Catedral, antiga abadia, de Sankt-Gallen, edificada sobre la tomba del sant

## Veneració
El 719, cent anys després de la seva mort, el monjo alemany Otmar (després Sant Otmar (689-759) va fundar una abadia al lloc on hi havia enterrat Gal, donant-li el nom d'Abadia de Sant Gal. L'abadia va ser un centre cultural important durant l'Alta Edat mitjana, refugi de monjos irlandesos que venien de l'illa a predicar o s'hi refugiaven provinents d'altres llocs, com Dinamarca.
La vida més antiga del sant, fragmentària, data del segle ix i és obra de dos monjos de Reichenau, il·luminada entre el 816 i el 824 per Wettinus, i, entre el 833 i 834 per Walafred Strabo.